# Port lotniczy Sanga-Sanga
Port lotniczy Sanga-Sanga (IATA: SGS, ICAO: RPMN) – krajowy port lotniczy położony w Sanga-Sanga, na Filipinach.

## Linie lotnicze i połączenia
| Linia Lotnicza | Kierunek                 |
| -------------- | ------------------------ |
| Cebu Pacific   | 1. Zamboanga             |
| PAL Express    | 1. Cotabato 2. Zamboanga |
| Platinum Skies | 1. Zamboanga             |